# باتريك كامينز
باتريك كامينز (بالإنجليزية: Patrick Cummins) هو فنان قتال مختلط أمريكي، ولد في 16 نوفمبر 1980 في Doylestown, Pennsylvania ‏ في الولايات المتحدة.

## وصلات خارجية
- باتريك كامينز على موقع يو إف سي (الإنجليزية)
- باتريك كامينز على موقع شيردوغ (الإنجليزية)